# Liste der Kulturdenkmäler in Wallmerod
In der Liste der Kulturdenkmäler in Wallmerod sind alle Kulturdenkmäler der rheinland-pfälzischen Ortsgemeinde Wallmerod aufgeführt. Grundlage ist die Denkmalliste des Landes Rheinland-Pfalz (Stand: 21. Dezember 2021).

## Denkmalzonen
| Bezeichnung          | Lage                                                   | Baujahr   | Beschreibung | Bild                           |
| -------------------- | ------------------------------------------------------ | --------- | --- | ------------------------------ |
| Denkmalzone Ortskern | Frankfurter Straße 20 und 21/23, Gerichtsstraße 1 Lage | nach 1831 | nach der Verlegung des Amtssitzes des Amtes Wallmerod nach Wallmerod im Jahr 1831 neu entstandenes Ortszentrum in Form eines rechteckigen, von drei Gebäuden umstandenen Platzes: im Norden die Forstverwaltung (Frankfurter Straße 20), im Westen die Amtsverwaltung (heute zum Komplex Gerichtsstraße 1 gehörend) und im Süden das Gefängnis (ebenfalls zu Gerichtsstraße 1); ferner die ehemalige Post (Frankfurter Straße 21/23) | weitere Bilder Fotos hochladen |

## Einzeldenkmäler
| Bezeichnung                 | Lage                                   | Baujahr                            | Beschreibung | Bild                           |
| --------------------------- | -------------------------------------- | ---------------------------------- | --- | ------------------------------ |
| Back- und Gemeindehaus      | Bahnhofstraße 1 Lage                   | Ende des 19. Jahrhunderts          | Fachwerk mit Backsteinausfachung auf Bruchstein-Erdgeschoss, Ende des 19. Jahrhunderts                                                              | weitere Bilder Fotos hochladen |
| Hofanlage                   | Eckengasse 7 Lage                      | erste Hälfte des 18. Jahrhunderts  | Fachwerk-Streckhof, teilweise massiv, erste Hälfte des 18. Jahrhunderts                                                                             | Fotos hochladen                |
| Evangelische Christuskirche | Frankfurter Straße 1 Lage              | Ende des 19. Jahrhunderts          | neugotischer Basaltsaal, wohl gegen Ende des 19. Jahrhunderts                                                                                       | weitere Bilder Fotos hochladen |
| Wohnhaus                    | Frankfurter Straße 3/5 Lage            | 1709                               | stattliches Fachwerkhaus, teilweise massiv, bezeichnet 1709; Bruchstein-Scheune, wohl aus dem 19. Jahrhundert                                       | weitere Bilder Fotos hochladen |
| Wohnhaus                    | Frankfurter Straße 12 Lage             | 18. Jahrhundert                    | Fachwerkhaus, verkleidet und verputzt, teilweise wohl aus dem 18. Jahrhundert                                                                       | Fotos hochladen                |
| Wohnhaus                    | Frankfurter Straße 20 Lage             | 1834                               | ursprünglich herzoglich-nassauische Receptur, dann Forsthaus; stattlicher klassizistischer Massivbau, bezeichnet 1834, langgestrecktes Nebengebäude | Fotos hochladen                |
| Wohnhaus                    | Frankfurter Straße 21/23 Lage          | 1890                               | ehemalige Post, jetzt Doppelwohnhaus; Putzstuckfassade, bezeichnet 1890                                                                             | weitere Bilder Fotos hochladen |
| Gefängnis                   | Gerichtsstraße 1 Lage                  | nach 1831                          | ehemaliges Gefängnis; kubusartiger Zeltdachbau, wohl unmittelbar nach 1831                                                                          | weitere Bilder Fotos hochladen |
| Wohnhaus                    | Kirchstraße 1 Lage                     | zweite Hälfte des 18. Jahrhunderts | Pseudomansarddachbau mit Halbwalm, wohl aus der zweiten Hälfte des 18. Jahrhunderts                                                                 | Fotos hochladen                |
| Hofanlage                   | Kirchstraße 2 Lage                     | 17. oder 18. Jahrhundert           | Zweiseithof; Fachwerkhaus, verputzt und verkleidet, teilweise massiv, wohl aus dem 17. oder 18. Jahrhundert, Fachwerkscheune 18. Jahrhundert        | weitere Bilder Fotos hochladen |
| Wohnhaus                    | Kirchstraße 3 Lage                     | 16. Jahrhundert                    | Wohnhaus mit polygonalem haushohem Standerker, wohl aus dem 16. Jahrhundert                                                                         | Fotos hochladen                |
| Wohnhaus                    | Konrad-Adenauer-Straße 9 Lage          | 18. oder 19. Jahrhundert           | Fachwerkhaus mit Niederlass, verkleidet, wohl aus dem 18. oder 19. Jahrhundert                                                                      | Fotos hochladen                |
| Heiligenhäuschen            | südwestlich des Ortes am Waldrand Lage | spätes 18. Jahrhundert             | giebelförmig abschließender Mauerblock, eventuell noch aus dem 18. Jahrhundert                                                                      | weitere Bilder Fotos hochladen |